# Юламан Кушаев
 Юламан Кушаев  (1729, Сибирская даруга, Уфимская провинция — 1774, Челябинск, Оренбургская губерния) — участник Крестьянской войны под предводительством Емельяна Пугачёва 1773—1775 годов, генерал войск Е. Пугачева (1774).

## Биография
Юламан Кушаев (сын) родился около 1729 года. Родом из башкир Кара-Табынской волости Сибирской дороги Уфимской провинции, ныне территория Кара-Табынская волости входит в <какие?> районы Республики Башкортостан и Челябинской области.
По данным оренбургского генерал-губернатора Ивана Андреевича Рейнсдорпа, на февраль 1769 года имел 25-летний опыт военно-сторожевой службы в русской армии. Служил на Сибирской и Оренбургской линиях. Походный старшина Кара-Табынской волости Исетской провинции Оренбургской губернии.
В декабре 1773 года принял участие в Крестьянской войне под предводительством Емельяна Пугачёва, возглавив движение в  Исетской провинции. Его отряд действовал наряду с другими отрядами под командованием Базаргула Юнаева, Григория Туманова, Тимофея Фалкова.
В январе—феврале 1774 года вместе с отрядом атамана Ивана Никифоровича Грязнова участвовал в осаде и захвате Челябинской крепости.
По словам Салавата Юлаева, Емельян Пугачёв, уходя с Уральского региона в Поволжье, оставил во главе повстанческого движения Кушаева.
В составе Главного войска Е. И. Пугачёва участвовал в 1774 году в боях против правительственных войск под командованием Ивана Ивановича Михельсона:
- 3 (14) июня 1774 года — около деревни Верхние Киги (ныне Кигинский район Республики Башкортостан);
- 5 (16) июня 1774 года — около деревни Уразметово Тырнаклинской волости Сибирской дороги, против команд подполковника А. В. Папава;
- 11 (22) июня 1774 года — около Ачитской крепости Пермской провинции (ныне пгт Ачит Свердловской области);
- 19 (30) июня 1774 года — 21 июня (2 июля)  1774 года — осада и взятие Осы (ныне Пермский край);
- 12 (23) июля 1774 года и 15 (26) июля 1774 года — сражения около Казани.

5 (16) июня 1774 года получил генеральское звание.
Вернувшись в Башкирию с тысячным отрядом, вновь возмутил сибирских башкир, намеренно распространял среди башкир и мишарей слухи о возвращении Пугачёва с многочисленным войском. Одновременно вёл переписку с подполковником Иваном Лаврентьевичем Тимашевым и исетским воеводой подполковником Иваном Гавриловичем Лазаревым, заверяя, что башкиры «хотят повиноваться», усыпляя бдительность властей и выигрывая время, «чтоб им между тем собраться многолюднее».
С конце июля 1774 года с отрядами Мухамета Сафарова, Базаргула Юнаева и Сары Абдуллина  противодействовал продвижению воинских команд коменданта Верхояицкой крепости полковника Егора Алексеевича Ступишина по Исетской и Уфимской провинциям.
Юламан Кушаев был захвачен в плен 22 ноября (3 декабря)  1774 года отрядом подполковника Ивана Лаврентьевича Тимашева. Доставлен в Челябинскую крепость Исетской провинции Оренбургской губернии, ныне город Челябинск — административный центр Челябинской области. Дальнейшая судьба неизвестна.